# Iglesia de Santiago (Vigo)
La Iglesia de Santiago de Vigo es una iglesia decimonónica que se encuentra en la ciudad de Vigo.

## Historia
Ya a finales del siglo XIX con el crecimiento de Vigo gracias al empujón industrial y portuario, se estudia la construcción de una nueva iglesia parroquial por los contratistas Cerviño y Senra. En el verano de 1882 se decide el emplazamiento del nuevo templo, que cambiara varias veces, para ubicarse finalmente en el llamado en aquella época Campo del Rey, hoy avenida de García Barbón. Manuel Felipe Quintana se encarga del proyecto, lo redacta en 1896, y después de varias paradas por motivo de diversos problemas económicos, se finaliza en 1907. El proyecto inicial consideraba dos torres altas en la fachada principal, que se tuvieron que recortar.

## Descripción y estilo
La iglesia hecha en cantería de granito tiene un corte medieval historicista, consta de cuatro fachadas, con la principal de estilo neogótico, aunque sus formas no son esbeltas y diáfanas, sino que tiene apariencia pesada por sus grandes superficies macizas. El templo, aunque que bastante embutido, forma una plaza entera para aprovechar la luz y consta de una planta rectangular de tres naves sin crucero, la nave central tiene una amplitud mayor que las laterales, de las que se separa por arcos apuntados. Sobre el pórtico de entrada se sitúa el coro. Las naves laterales reciben reciben a luz a través de los vanos de arcos apuntados, mientras que la nave central, la mayor, recibe la luz a través de pequeños rosetones con tres lóbulos inscritos en su interior que se sitúan elevados sobre la nave en la fachada principal. Las bóvedas son de crucería, con contrafuertes laterales, acabados en pináculos neogóticos. La cabecera está alumbrada por tres ventanas ojivales de gran tamaño en el ábside, la cabecera es poligonal y se encuentra enmarcada en un rectángulo en el que se encuentran las sacristías.